# اطلاعات نظامی
اطلاعات نظامی(به انگلیسی: Military Intelligence) فرآیندی نظامی است که با بهره‌گیری شماری از مجموعهٔ اطلاعات و روش‌های تحلیلی، برای پشتیبانی از تصمیم‌های فرماندهان به ایشان راهنمایی ارائه می‌کند و آنان را جهت‌دهی می‌کند. قابل ذکر دلایل کافی فرماندهان نظامی نیز ضروری است.

## اطلاعات استراتژیک
اطلاعات استراتژیک اولین قسمت از اطلاعات نظامی بوده و مربوط به مقدورات، آسیب‌پذیری و نحوه احتمالی عملیات کشورهای خارجی است.
اهداف اطلاعات استراتژیک را می‌توان در دو هدف عمدهٔ ذیل خلاصه کرد:
۱- سنجش نیرو و قدرت کشورها (مقدورات یا امکانات کشورها)
۲- کشف مقاصد کشورها

## اطلاعات رزمی
اطلاعات رزمی بخشی از اطلاعات نظامی است و در مقابل اطلاعات استراتژیک نظامی قرار می‌گیرد. این اطلاعات عبارت است از دانستنیهایی در مورد جو، زمین و دشمن در یک منطقه عملیاتی که در طرح‌ریزی‌ها و هدایت عملیات تاکتیکی مورد استفاده فرماندهان نظامی و ستاد آنها قرار می‌گیرد.

## در ایران

### دوران باستان
در دوران باستان و در دوره هخامنشیان سازمانی با نام «چشم و گوش شاه» توسط کوروش بزرگ تشکیل شد. گزنفون مورخ می‌گوید کوروش برای این کار سازمانی ابداع کرده بود تا بتواند موقعیت و عملکرد سپاه دشمن را بسنجد. مأمورانی که یونانیان آنان را چشم و گوش شاه می‌خواندند و در سراسر شاهنشاهی‌اش پراکنده بودند تا همه چیز را زیر نظر داشته باشند.
کوروش برای کسب خبر از دشمنانش از هر روشی کمک می‌گرفت؛ عده‌ای را با لباس بردگان به اردوگاه دشمن می‌فرستاد که ظاهراً به آنجا پناه برند و هر چه به چشم می‌بینند و به گوش می‌شنوند در هنگام بازگشت بازگو کنند. یا در جایی دیگر، بعضی از اسرا یا اشخاصی که از بابل رسیدند اظهار داشتند که شاه آشور به لیدیه عزیمت نموده و با خود مقادیر هنگفتی سیم و زر و انواع و اقسام جواهر و وسایل گران‌قیمت برده است. همچنین کوروش مراقب بود که از هر اسیری که از حریف به دست آمده است اطلاعاتی کسب نمایند. وی دسته‌ای از سواره نظام را مأمور ساخت وارد جلگه شوند و تنی چند از افراد را اسیر کنند و به حضورش بیاورند تا اطلاعات دقیق‌تری از وضع آنان کسب نمایند. کوروش برای تصرف بابل، گئوبروه (گوبریاس) را به عنوان یک جاسوس به قلعه بابلی‌ها برای کسب خبر و فریب دادن آن‌ها می‌فرستد و چون گوبریاس به عرض کوروش رساند که همه چیز به نحو مطلوب پیشرفت نموده است از فردای آن روز حمله آغاز شد. و در زمان معین با علامات مخصوص که مقرر شده بود، قلعه را با کمک اسیرانی که کوروش فرستاده، به دست کوروش که از خارج حمله‌ور شد دادند. نقش یهودیان ناراضی در بابل و ارتباطشان با مردم ایران را نیز نمی‌توان نادیده گرفت و شاید همین تماس بود که کوروش را به اوضاع بابل آشنا می‌کرد.
این سازمان در زمان شاهنشاهی اشکانیان از نظر کمی و کیفی به اوج شکوفایی خود رسید. در جنگ‌های ۷۰۰ ساله ایران و روم از این سازمان چه در زمان صلح و چه در زمان جنگ بهره بسیار برده شد. ازجمله مهرداد بزرگ (مهرداد دوم) برای زنده نگه داشتن جاده ابریشم از طریق فعالیت‌های اطلاعاتی و تبلیغاتی بسیار از دور زدن سرزمین ایران توسط تاجرهای چینی ممانعت کرد که این در زمان صلح از نظر اقتصادی بسیار برای ایران حائز اهمیت بود.
وقتی آندراگوراس فرمانروای منصوب سلوکی در پارت، از سلوکیان جدا شد و اعلام استقلال کرد، فرصت خوبی برای ارشک بود که او را شکست داده و مسیر پادشاهی خودش را آغاز کند. اما می‌دانست که هنوز نمی‌توان با او درگیر شد. سپاه سلوکوس دوم امپراتور سلوکیان، دیر یا زود از راه می‌رسید و همه‌چیز را پس می‌گرفت. فرهاد یکم و مهرداد یکم که لشکر دشمن خود را زیر نظر داشتند. فرهاد با خبر شکست سلوکیان به سرعت خود را به غرب رساند و سرزمین‌های بسیاری از آنان پس گرفت. مهرداد هم با آگاه شدن از مرگ اوکراتیدس پادشاه حکومت یونانی در باختر توسط پسرش، موقعیت را از دست نداد؛ سریع به شرق لشکر کشید و دو استان آن پادشاهی را ضمیمه سلطنت خود کرد.
به گفته نیلسون دوبواز مورخ آمریکایی، زمانی که دیمتریوس دوم سلوکی، به اشکانیان حمله کرد، مهرداد اول با استفاده از دستگاه اطلاع‌رسانی‌اش از مسیر لشکرکشی او آگاه بود و توانست او را غافلگیر و اسیر کند. دمتریوس دو بار از زندان گریخت و هر بار به‌خاطر شبکه جاسوسان اشکانی گرفتار شد.

### نادرشاه افشار[۴]
استفاده از سازمان جاسوسی یکی از شیوه‌هایی بود که نادر در جنگ‌ها به چند شکل از آن استفاده می‌کرد و نقش تعیین‌کننده‌ای در پیروزی‌های او داشت. اخبار جاسوسان در چگونگی رویارویی با دشمن مؤثر بود. جاسوس‌ها در برخی از مواقع خطر مخالفت علیه حکومت مرکزی را گزارش می‌دادند. زمانیکه نادر در ۱۱۴۵ ه‍.ق (برابر با ۱۱۱۱ خورشیدی) حکام شوشتر و هویزه که برای کمک رسانی به محمدخان بلوچ اعلام آمادگی کرده بودند را سرکوب کرد، از طریق جاسوسان خود متوجه شد که فردی به نام یحیی خان به همراه ۸۰۰۰ نیروی نظامی به حوالی بهبان آمده است. نادر بلافاصله برای سرکوب او روانه شد. همچنین گاهی جاسوسان به عنوان پیش قراول به میان سپاه دشمن فرستاده می‌شدند تا اطلاعاتی از مواضع آن‌ها گردآوری کرده و به فکر مواجههٔ مناسب در مقابل آن‌ها باشند. در همین راستا در ۱۱۵۰ ه‍.ق (برابر با ۱۱۱۶ خورشیدی) نادر پیش از حمله به هند به منظور آگاهی از نحوه استقرار محمد شاه گورکانی افرادی را به میان سپاه او فرستاد. جاسوسان و در رأس آن‌ها زادخان سرهنگ خود را شبیه به جوکیان هندی درآورده و با حضور در میان سپاه هند اطلاعات مهمی از آنها بدست آوردند و خبر آمدن سعادت خان و پیوستن او به محمد شاه را به نادر گزارش دادند و نادر برای جلوگیری از اقدامات آن‌ها وارد عمل شد.
گاهی جاسوسان برای آگاهی از مواضع نیروهای دشمن به اسیر کردن و تفتیش شماری از آن‌ها اقدام می‌کردند. در ۱۱۴۱ ه‍.ق (برابر با ۱۱۰۷ خورشیدی) اشرف افغان پیش از جنگ با نادر در سردره‌خوار از سرعسگر عثمانی در همدان تقاضای کمک کرده بود و پاشای عثمانی به منظور کمک رسانی به او شماری از پاشایان صاحب منصب را روانه کرده بود. در مقابل سپاه نادر در مورچه خورت به فاصله ۲ فرسنگی با سپاه اشرف اقامت کرد. در ابتدا فوجی از قراچورلوها به مقدمهٔ سپاه اشرف حمله کردند و شماری از آن‌ها را اسیر کردند و به نزد نادر آوردند؛ پس از تفتیش آن‌ها نادر متوجه کمک رسانی عثمانی‌ها به اشرف شد و با آگاهی از این موضوع، مواضع خود را تغییر داد.

### دوران مدرن
| سپاه پاسداران | ارتش | فراجا |
| ------------- | ---- | ----- |
|               |      |       |

در دوران رضاخان افسران فرانسوی طی چند دوره در دانشگاه جنگ تدریس کردند و پس از این آموزش‌ها بود که اطلاعات و ضداطلاعات تشکیل و ضداطلاعات مرکزی تشکیل و از اطلاعات جدا شد و در تابعیت رکن دوم ارتش شاهنشاهی قرار گرفت. از زمان ورود مستشاران آمریکایی به ارتش تا پایان حکومت پهلوی رکن دوم لشکرهای ارتش کار اطلاعاتی انجام می‌دادند. رکن دوم ارتش، اداره دوم ستاد بزرگ ارتشتاران خوانده می‌شد و قسمت‌های اطلاعات و ضداطلاعات را در بر می‌گرفت. در ژاندارمری پیش از ارتش، رکن دوم وجود داشت و به آن اداره اطلاعات رکن دوم گفته می‌شد. پس از انقلاب؛ اطلاعات و ضداطلاعات در تمامی نیروهای مسلح جدا شد و سازمان‌هایی تحت عنوان حفاظت اطلاعات هم‌اکنون به فعالیت‌های ضداطلاعاتی می‌پردازند.
در حال حاضر در ایران نهادهای اطلاعاتی زیر وظیفه جمع‌آوری، پرورش و تحلیل اطلاعات نظامی را برعهده دارند:
- سازمان اطلاعات سپاه پاسداران انقلاب اسلامی[۶][الف]
- معاونت اطلاعات ارتش جمهوری اسلامی ایران
- سازمان اطلاعات فرماندهی انتظامی جمهوری اسلامی ایران
- معاونت اطلاعات و عملیات ستاد کل نیروهای مسلح

## پی‌نوشت و منبع
1. ↑  «پایگاه اطلاع‌رسانی وزارت اطلاعات». دانشنامه اطلاعاتی واجا.
2. ↑  «پایگاه اطلاع‌رسانی وزارت اطلاعات». دانشنامه اطلاعاتی واجا.
3. ↑  مؤمنی چلکی، مستانه؛ جلیلیان، شهرام (۱۳۹۴). «شکل‌گیری و کارکردهای سازمان چشم و گوش شاه در دوره هخامنشیان». فصلنامه جندی شاپور، دانشگاه شهید چمران اهواز (۱).
4. ↑  خوش آب، فرزاد؛ خزائی، سهم الدین؛ اصغری، تقی (۱۴۰۰). «شیوه‌های نبرد در دوره نادرشاه افشار». پژوهش‌های تاریخی ایران و اسلام. ۱۵ (۲۹).
5. ↑  «دانشنامه پلیس». دانشگاه علوم انتظامی امین. بایگانی‌شده از اصلی در ۲۱ سپتامبر ۲۰۲۱. دریافت‌شده در ۱۱ آوریل ۲۰۲۲.
6. ↑  «یک ادغام در سازمان اطلاعات سپاه». خبرگزاری مشرق. ۲۸ اردیبهشت ۱۳۹۸.